# Lubuk Tuba
Lubuk Tuba is een bestuurslaag in het regentschap Lahat van de provincie Zuid-Sumatra, Indonesië. Lubuk Tuba telt 237 inwoners (volkstelling 2010).